# Mario Party 10
Mario Party 10 — социальная компьютерная игра 2015 года, разработанная компанией NDcube и выпущенная Nintendo для Wii U. Это десятая основная часть серии Mario Party и первая игра после Mario Party 4, в которой в каждой мини-игре можно играть за Донки Конга.
Mario Party 10 стала единственной игрой в серии, выпущенной для Wii U, за ней последовала Super Mario Party для Nintendo Switch в 2018 году.
Mario Party 10 была последней игрой в серии, в которой использовался стиль Mario Party 9; следующая игра, Super Mario Party, вернулась к стилю Mario Party 8.

## Игровой процесс
Mario Party 10 продолжает традицию серии Mario Party, в которой четыре игрока, контролируемые человеком или искусственным интеллектом, соревнуются друг с другом на игровом поле, участвуя в различных мини-играх. Помимо классических соревновательных режимов, игра добавила два новых — Bowser Party и Amiibo Party. В Bowser Party игроки пытаются добраться до финиша, в то время как Боузер пытается вывести их из игры. Amiibo Party происходит за игральными досками с использованием фигурок Amiibo.

## Отзывы
| Сводный рейтинг | Сводный рейтинг |
| Агрегатор       | Оценка          |
| --------------- | --------------- |
| GameRankings    | 64,49 %         |

Mario Party 10 получила неоднозначные отзывы критиков. Критики хвалили режим Bowser Party, мини-игры и использование Wii U GamePad, но решение сохранить спорные изменения Mario Party 9 подверглось критике.